# دیلان (زبان برنامه‌نویسی)
دیلان (به انگلیسی: Dylan) یک زبان برنامه‌نویسی چند پارادایم است که از برنامه‌نویسی ایستا و پویا و از هر دو پارادایم برنامه‌نویسی تابعی و شیءگرا پشتیبانی می‌کند.

## تاریخچه
دیلان در اوایل سال ۱۹۹۱ توسط گروهی از مهندسان زیرنظر اپل توسعه داده شد.
اساس طراحی دیلن از زبان برنامه‌نویسی لیسپ الهام گرفته شده بود، اما در زمانی که منتشر شد، شباهت بیشتری به نحو زبان برنامه‌نویسی الگول داشت زیرا توسعه دهندگان تصور می‌کردند که استفاده از این نحو، زبان را آسان‌تر می‌کند.
ویژگی‌های شیءگرایی آن از گویش CLOS گرفته شده و در دیلن تمام مقادیر اشیاء، درجه یک هستند.
دیلن در اوایل دهه 1990 توسط گروهی از مهندسان به زیرنظر اپل ایجاد شد. این زبان برای استفاده رایانه اپل نیوتن در نظر گرفته شده بود، اما پیاده‌سازی دیلن در زمان مشخص شده تکمیل نشد و اپل نیوتن به جای آن از پیاده سازی  والتر اسمیت که ترکیبی از زبان C و نیوتن اسکریپت بود استفاده کرد. اپل در سال 1995 به تلاش خود برای توسعه Dylan پایان داد، اگرچه اپل یک نسخه "انتشار فناوری" (Apple Dylan TR1) را در دسترس قرار داد که شامل محیط توسعه یکپارچه (IDE) نیز بود.
بعد از آن دوگروه دیگر پیاده‌سازی‌ها را توسعه دادند: هارلکین یک محیط توسعه یکپارچه تجاری برای مایکروسافت ویندوز منتشر کرد و دانشگاه کارنگی ملون یک کامپایلر متن باز برای سیستم‌های یونیکس به نام گویدیون دیلان منتشر کرد. هر دوی این پیاده سازی ها اکنون متن باز هستند. پیاده‌سازی هارلکین اپن-دیلان نامیده می شود و توسط گروهی از داوطلبان به نام دیلان-هکرز نگهداری می شود.
جیمز واکین نام دیلان (Dylan) را بر اساس اول کلمات «DYnamic LANguage» (زبان پویا) انتخاب کرد.

## نمونه کد دیلن
برنامهٔ برنامه «سلام، دنیا!»
```
Module
:
 
dylan
-
user

define
 
library
 
hello

use
 
io
,
 
import
:
 
{
 
format
-
out
 
};

end
;

define
 
module
 
hello

use
 
format
-
out
;

end
;

```